# Usambara-Berge
Die Usambara-Berge liegen im Nordosten Tansanias. Sie zählen zur Gebirgskette der Eastern Arc Mountains, deren Gestein im späten Präkambrium entstand. Sie sind ein Refugialraum von tropischen Regenwäldern, die seit etwa 30 Millionen Jahren existieren. Die Usambara-Berge zählen zu den artenreichsten Regionen der Welt und beherbergen zahlreiche Endemiten.
Das breite Flusstal des Luengera/Lwengera trennt die East Usambara Mountains (max. 1506 m) und die West Usambara Mountains (max. 2290 m) voneinander.

## Geographie

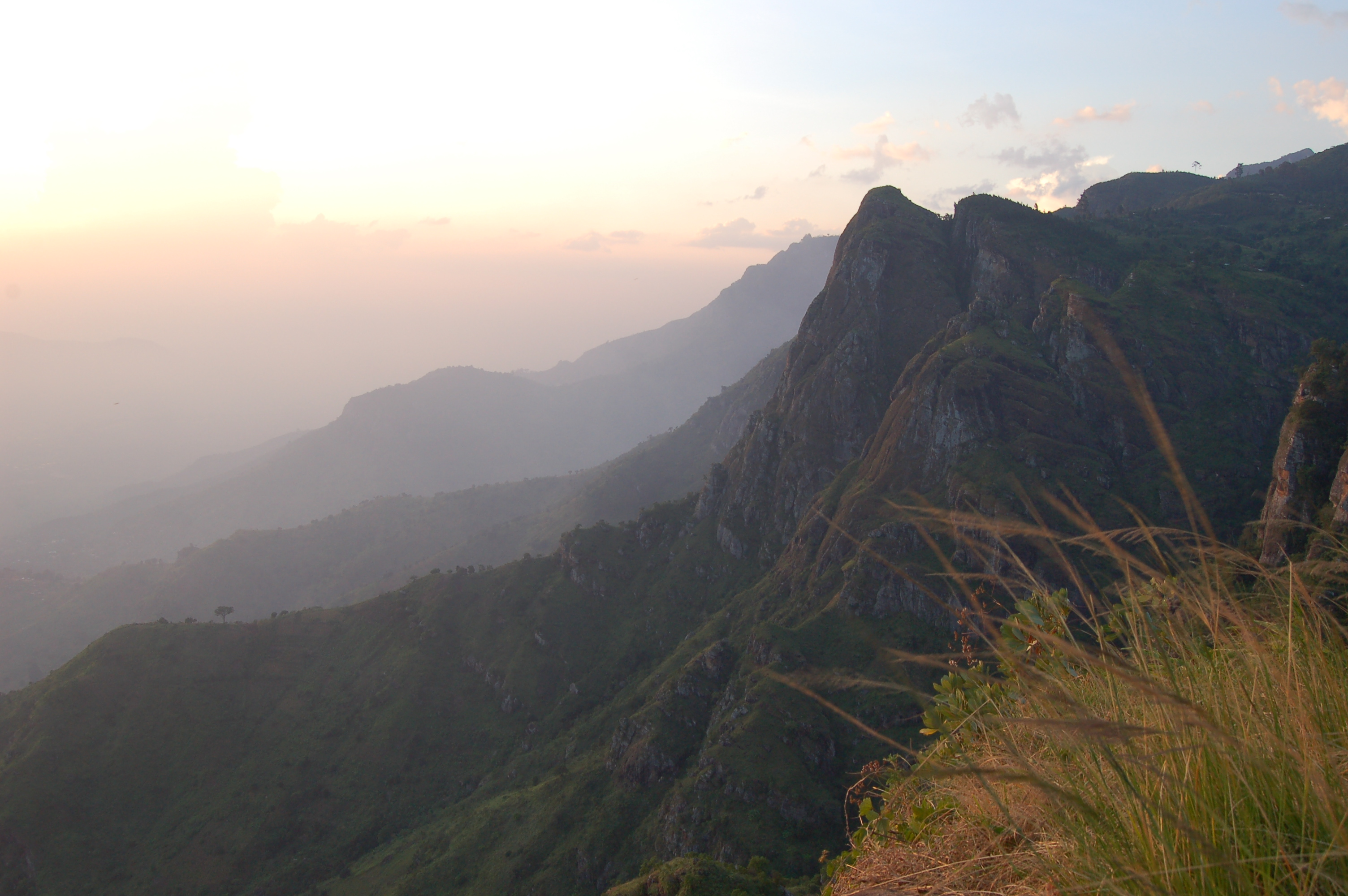
Usambara-Berge

Die Distrikthauptstadt Lushoto als „Wilhelmstal“ zur deutschen Kolonialzeit, vor 1918

Weg am Rande der Amani-Schlucht in Ost-Usambara zur deutschen Kolonialzeit, vor 1918

Die Usambara-Berge liegen im Nordosten von Tansania, unweit der Küste des Indischen Ozeans und der Grenze zu Kenia in der Region Tanga. Das Tal des Luengera/Lwengera-Flusses trennt die kleineren East von den weitaus größeren West Usambara Mountains. Beide Teilgebiete sind teilweise noch mit Resten sehr alter (> 30 Mio. Jahre) Wälder bedeckt und von herausragender Bedeutung für den Natur- und Artenschutz.
Die East Usambara Mountains haben eine Größe von knapp 130.000 ha und zählen damit zu den kleineren Gebirgen Tansanias. Sie liegen 150–1506 m hoch, ihr Hauptrücken verläuft von Norden nach Süden. Sie liegen unweit der Küste (35 km) und erhalten durchschnittlich 2000 mm Niederschlag/Jahr. Ihr Hauptort ist Amani, sie zählen überwiegend zum Distrikt Muheza, teilweise zum Distrikt Korogwe.
Die West Usambara Mountains umfassen Höhen von 800–2290 m (andere Quellen nennen max. 2200–2440 m) und verlaufen von Südosten nach Nordwesten. Ihr Hauptort ist die Distrikthauptstadt Lushoto (deutsch „Wilhelmstal“), der Großteil der West Usambara Mountains liegt im Distrikt Lushoto.
Der höchste Gipfel der West Usambara Mountains ist mit 2301 m der Sungwi, die östlichen Usambara-Berge erreichen am Nilo (4° 52′ S, 38° 39′ O) mit 1506 m ihren höchsten Punkt. Circa 900 km² der Eastern Usambara Mountains stehen als UNESCO-Biosphärenreservat seit dem Jahr 2000 auf der Liste der World Commission on Protected Areas (WCPA).

## Geschichte
Die Usambara-Berge zählen zur Gebirgskette der Eastern Arc Mountains, deren Gesteine jungpräkambrischen Alters (ca. 600 Mio. Jahre) sind. Das vorkommende Kristallingestein ist von Erosionsvorgängen tief zerfurcht und bildet steile Hänge.
Die ersten Hinweise auf eine menschliche Besiedlung der Usambara-Berge stammen aus der Stein- bis Eisenzeit. Vor etwa 2000 Jahren wanderten Bantu aus dem Kongobecken ein und vermischten sich mit den ursprünglichen Bewohnern zum Volk der Shambaa, der Bewohner der heutigen Usambara-Berge.
Über die Geschichte der Shambaa ist bis zum 17./frühen 18. Jahrhundert wenig bekannt.
Die Überlieferung beginnt mit dem König Mbega, einem erfolgreichen Jäger, der ursprünglich aus den Nguru Mountains stammte und sich in Kilinidi niedergelassen hatte. Das Volk bat ihn um Hilfe gegen eine Wildschweinplage. Als Dank für seine Unterstützung und aufgrund seiner Weisheit wurde Mbega vom Volk als König bestimmt, das Geschlecht der Kilindi stellte von nun an die Königsfamilie. Zur Hauptstadt wurde das in Bergen gelegene Vuga bestimmt.
Mbega verschmolz das Völkergemisch der Usambara-Berge zu einer starken Nation. Sein Enkel Kinyashi baute tragfähigere politische und militärische Strukturen auf und sicherte das Königreich trotz zunehmender Konflikte mit benachbarten Stämmen. Unter dessen Sohn Kimweri, dem „Simba Mwene“ (Löwenkönig) stiegen die Shambaa zum mächtigsten Volk zwischen Sansibar und den Königreichen im Gebiet der großen Seen auf. Europäische Forscher wie z. B. Johann Ludwig Krapf (1848, 1852) sowie Burton und Speke (1857) trafen und beschrieben König Kimweri. 1862 starb Kimweri ohne rechtmäßige Nachfolger, der entfernte Verwandte Semboja erhob Anspruch auf den Thron. Er widersetzte sich erfolgreich allen Versuchen der Deutschen, das Land zu annektieren. Erst nach dem Bushiri-Aufstand und nach Zahlung eines üppigen Monatsgehalts konnten diese Semboja auf ihre Seite ziehen, nach seinem Tod 1895 nahmen die deutschen Kolonisten die Usambara-Berge ein.
Im kühlen und malariafreien Höhenklima wurden während der deutschen Kolonialzeit große Farmen, Plantagen und zahlreiche Missionsstationen angelegt, darunter Hohenfriedeberg/Mlalo. Hierfür und zur Holzgewinnung wurde der Urwald in großem Umfang gerodet. Lushoto wurde als „Wilhelmstal“ zur beliebten Sommerfrische ausgebaut und war auch als Hauptstadt im Gespräch. Bei Wugiri entstand ein Höhensanatorium (1904), im südlichen Teil der Berge bei Amani eine landwirtschaftliche Forschungsanstalt (Biologisch-Landwirtschaftliches Institut, 1902) mit botanischem Garten. 1899–1912 wurde die Usambarabahn von Tanga nach Moshi gebaut.
Unter dem Mandat Großbritanniens über Tanganjika (bis 1961) wurde die Straße (Tanga-Moshi) angelegt und die Bahnverbindung eingestellt. Zur Vergrößerung der Plantagen wurde der Urwald weiterhin gerodet, bis in die 1980er Jahre bestand in Eastern Usambara Mountains ein von der finnischen Regierung kofinanziertes Sägewerk. Später engagierte sich Finnland im Schutz und der Erforschung des Lebensraumes, z. B. bei der Errichtung des Amani Forest Reserve. Sowohl in den Eastern als auch in den Western Usambara Mountains bestehen heute Initiativen zur Förderung eines sanften Tourismus.

## Flora und Fauna
Die sehr alten (Regen-)Wälder der Usambara-Berge bestehen seit Millionen von Jahren und sind extrem artenreich. Viele Pflanzen- und Tierarten sind endemisch (nur hier zu finden) oder fast endemisch (meist auf [einige] Eastern Arc Mountains oder Bergwälder im Allgemeinen beschränkt), einige Arten kommen zudem nur in den East oder nur in den West Usambara Mountains oder einzelnen Wäldern vor.
Die bekannteste endemische Art ist das Usambaraveilchen, des Weiteren sind u. a. mindestens 16 Baum-, 55 Schnecken-, 14 Eidechsen- und 31 Diplopoda-Arten in den Usambara-Bergen endemisch.
Insbesondere die Wälder der East Usambara Mountains sind von herausragender Bedeutung für die Erhaltung der weltweiten Artenfalt: In ihnen leben mindestens 7 strikt endemische Wirbeltiere sowie 28 weitere Wirbeltiere, die auf Wälder der Eastern Arc Mountains beschränkt sind. 40 Baumarten wachsen nur in Eastern Arc Mountains. Sowohl die Berg- als auch die anschließenden tiefer gelegenen Wälder sind von hohem biologischen Wert.
In den West Usambara Mountains leben mindestens 5 strikt endemische Wirbeltier-Arten sowie weitere 19 Arten, die nur in den Eastern Arc Mountains zu finden sind.
Einige ausgewählte Arten der Usambara-Berge:
Endemische Arten:
- Usambaraveilchen
- Usambara-Annone (im 20. Jahrhundert ausgestorbene Baumart)

Nahezu endemische Arten (z. B. Arten der Bergwälder Ostafrikas, Eastern Arc Mountains, küstennahe Berge):
- Usambara-Uhu (Bubo vosseleri)
- Sokoke-Zwergohreule (Otus ireneae)
- Nicoll-Weber (Ploceus nicolli)[11]
- Grüner Waldsteigerfrosch
- die Stummelschwanzchamäleon-Art Rieppeleon brevicaudatus

Weiter verbreitete Arten, deren Terra typica in den Usambara-Bergen liegt:
- Rote Usambara-Vogelspinne (Pterinochilus murinus)
- die Afrogelbhölzer-Art Afrocarpus usambarensis